# Серебряный лебедь (автомат)
«Серебряный лебедь» — автомат работы мастерской английского ювелира-механика Джеймса Кокса с часовым механизмом. Находится в коллекции британского музея Боуз.
Автомат «Серебряный лебедь» создан Джеймсом Коксом в 1773 году совместно с учёным-механиком Жан-Жозефом Мерленом, разработавшим внутренний механизм автомата. В 1774 году лебедь был выставлен в частном музее Кокса, где стал одной из главных достопримечательностей. В официальном перечне экспонатов музея приводится следующее описание:

Лебедь, размером с живого, сделанный из серебра, наполненный механизмами, отбивающий время клювом на музыкальных колокольчиках, сидящий на искусственной воде в отражающих зеркалах; под лебедем фонтан, увенчанный наверху восходящим солнцем, более трёх футов (более 90 см) в диаметре; полной высотой восемнадцать футов (около 5,5 м).Оригинальный текст (англ.)A ſwan, large as life, formed of ſilver, filled with mechaniſm, beating time with its beak to muſical chimes, ſeated on artificial water within reflecting mirrors; under the ſwan are water-works, terminating at the top with a riſing ſun, upwards of three feet diameter; the whole eighteen feet high.— 13 Geo III cap XLI
Позже лебедь несколько раз менял хозяев, был показан в 1867 году на Всемирной выставке в Париже. Там его увидел писатель Марк Твен и упомянул в своем произведении «Простаки за границей» (1869):

Я следил за движениями серебряного лебедя, который был грациозен, как живой, и смотрел разумными, как у живого, глазами, смотрел, как он плавал, спокойно и беспечно, словно родился не в этом ювелирном магазине, а в настоящем речном иле; любовался, как он ловил в воде серебряную рыбку, откидывал назад голову и проделывал все эволюции, необходимые для того, чтобы схватить её и проглотить.— перевод А. А. Богаевской, цит. по изданию 1898 года (орфография осовременена)
Джон Боуз, основатель музея Боуз, купил автомат в 1872 году за 5000 франков (около 200 фунтов стерлингов) у французского ювелира М. Брике.
Автомат изображает лебедя в натуральную величину и управляется тремя часовыми механизмами. После их запуска лебедь под музыку поворачивает голову влево и вправо, «чистит пёрышки» на спине, затем «замечает» рыбок в «воде» перед собой, «хватает» одну и «проглатывает». Процесс занимает около 40 секунд, после чего лебедь возвращается в исходное положение. Первоначально механизм запускался монетой, опущенной щель монетоприёмника. Впоследствии, чтобы сберечь механизм от износа, монетоприёмник был убран. Автомат поддерживается в работоспособном состоянии, его работа демонстрируется ежедневно, обычно в 2 часа пополудни.